# Championnat de Norvège de football 2019
Navigation
Édition précédente Édition suivante
La saison 2019 du Championnat de Norvège de football est la 75e édition de la première division norvégienne. Les seize équipes s'affrontent au sein d'une poule unique, en matches aller-retour, à domicile et à l'extérieur. À l'issue de la saison, les deux derniers du classement sont relégués et remplacés par les deux meilleures formations de 1. divisjon, la deuxième division norvégienne. Le club classé 14e doit disputer un barrage de promotion-relégation face au vainqueur du tournoi accession de deuxième division.
Rosenborg BK est le tenant du titre pour la quatrième année consécutive et avec 26 titres le club le plus titré de Norvège.
Le Molde FK est sacré finalement champion pour la quatrième fois de son histoire.

## Participants
| \| Bodø/Glimt Brann Haugesund Kristiansund Lillestrøm Molde Odds Ranheim Rosenborg Stavanger Sarpsborg Stabæk Mjøndalen Strømsgodset Tromsø Vålerenga \| Localisation des clubs. |
| Bodø/Glimt Brann Haugesund Kristiansund Lillestrøm Molde Odds Ranheim Rosenborg Stavanger Sarpsborg Stabæk Mjøndalen Strømsgodset Tromsø Vålerenga                               |

Légende des couleurs
- Premier tour de qualification de la Ligue des Champions 2019-2020
- Premier tour de qualification de la Ligue Europa 2019-2020
- Promu de 1. divisjon 2018